# Château des Hauts
Le château des Hauts est situé sur la commune de Saint-Bonnet-de-Joux en Saône-et-Loire, au milieu des bois, à la pointe extrême des hauts granitiques.

## Description
La construction comprend un corps de logis rectangulaire à un étage carré et un étage de comble entre deux ailes en retour d'équerre, de même élévation, en avancée sur ses deux façades.
Le château, propriété privée, ne se visite pas.

## Historique
- 1855  : le château est construit par Ernest Siraudin.